# Stanka Cekowa
Stanka Cekowa Todorowa (bułg. Станка Цекова Тодорова; ur. 18 kwietnia 1901 we wsi Sotoczino, zm. 9 listopada 1984 w Sofii) – bułgarska polityk komunistyczna, działaczka Bułgarskiej Partii Komunistycznej, minister przemysłu lekkiego (1956–1959), deputowana do Zgromadzenia Ludowego 3. (1957–1962) i 4. (1962–1966) kadencji.

## Życiorys
Pochodziła z rodziny działaczy komunistycznych. W 1920 wstąpiła do komunistycznej organizacji młodzieżowej, a w 1922 do Bułgarskiej Partii Komunistycznej. Brała udział w przygotowaniach do powstania wrześniowego 1923 i opiekowała się rannymi. Po upadku powstania opuściła kraj udając się początkowo do Królestwa SHS, a następnie do Austrii i Niemiec, by wreszcie dotrzeć do Moskwy. W latach 1925–1928 studiowała w jednym z uniwersytetów komunistycznych, a po jego ukończeniu pracowała jako przędzarka w zakładach włókienniczych w Moskwie. W 1931 została przewodniczącą zakładowej organizacji partyjnej, podobną funkcję pełniła także w zakładach Krasnaja Zaria w Moskwie. Przeniesiona do rejonu Saratowa, a następnie do Leningradu, w 1938 powróciła do Moskwy, gdzie objęła stanowisko dyrektorki fabryki. W 1941 została ewakuowana na wschód, razem z całą fabryką.
W maju 1945 powróciła do Moskwy i rozpoczęła pracę jako instruktor w Komitecie Centralnym Bułgarskiej Partii Komunistycznej. W 1948 objęła stanowisko dyrektorki zakładów włókienniczych w Sofii, a rok później została mianowana na stanowisko wiceministra przemysłu. Od 1952 na stanowisko wiceministra przemysłu lekkiego i spożywczego. W latach 1954-1962 pełniła funkcję członka KC partii komunistycznej. W 1965 objęła stanowisko ministra przemysłu lekkiego, a po odejściu z ministerstwa w 1959 objęła kierownictwo wydziału planowania i handlu KC BPK.
W 1964 otrzymała tytuł bohatera pracy socjalistycznej. Była także odznaczona Orderem Georgi Dimitrowa, a także Orderem 9 września 1944, I st. i Orderem Bułgarskiej Republiki Ludowej. 
Była mężatką (mąż Iwan Pczelincew), miała syna.